# Emmeline Pankhurst

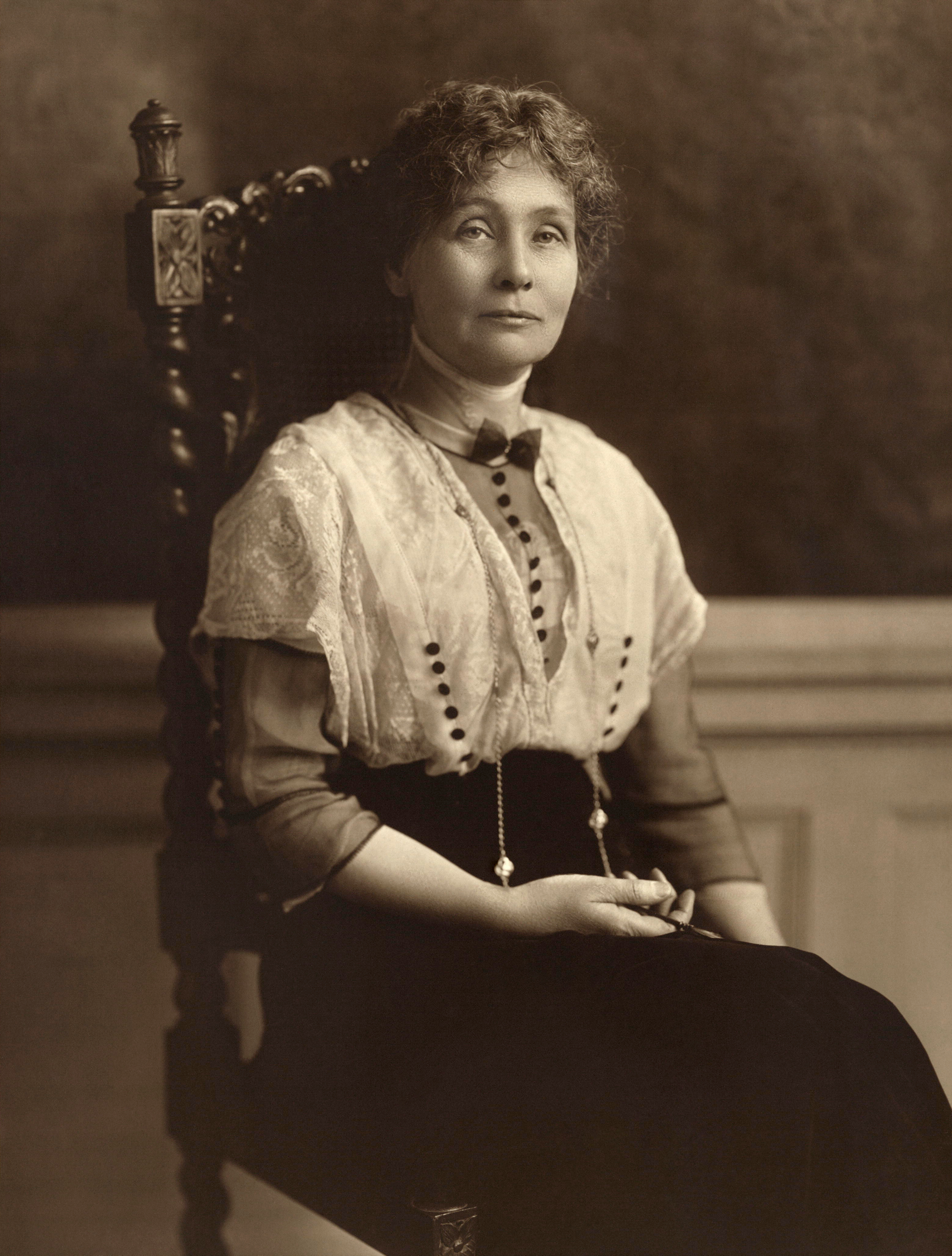
Emmeline Pankhurst

Emmeline Pankhurst (geboren Emmeline Goulden), (Moss Side (Manchester), 14 juli 1858 - Londen, 14 juni 1928) was een van de oprichters van de Britse suffragettebeweging. Haar naam is meer dan enige andere verbonden met de strijd voor het vrouwenkiesrecht in Groot-Brittannië, met name omdat ze een aantal organisaties oprichtte die zich ten doel stelden het stemrecht voor vrouwen te bepleiten. Pankhurst was gehuwd met advocaat Richard Marsden Pankhurst (1834-1898), die haar werk voluit steunde.
Mrs. Pankhurst werd in 1894 aangesteld als "Poor Law Guardian", een soort onbezoldigd maatschappelijk werker. Haar omgang met de armen versterkte haar overtuiging, dat vrouwenkiesrecht onmisbaar was in de strijd voor sociale verbeteringen. In 1903 richtte ze de Women's Social and Political Union op. De beweging, waar ook haar dochters Christabel en Sylvia aan deelnamen, werd bekend vanwege haar militante acties. Pankhursts tactieken om de aandacht van het publiek te trekken brachten haar vaak in de gevangenis, maar ze kreeg een betere behandeling dan de meeste andere gevangenen omwille van haar hoge status. Enkele keren werd haar echter onder dwang voedsel toegediend om een hongerstaking te beëindigen.

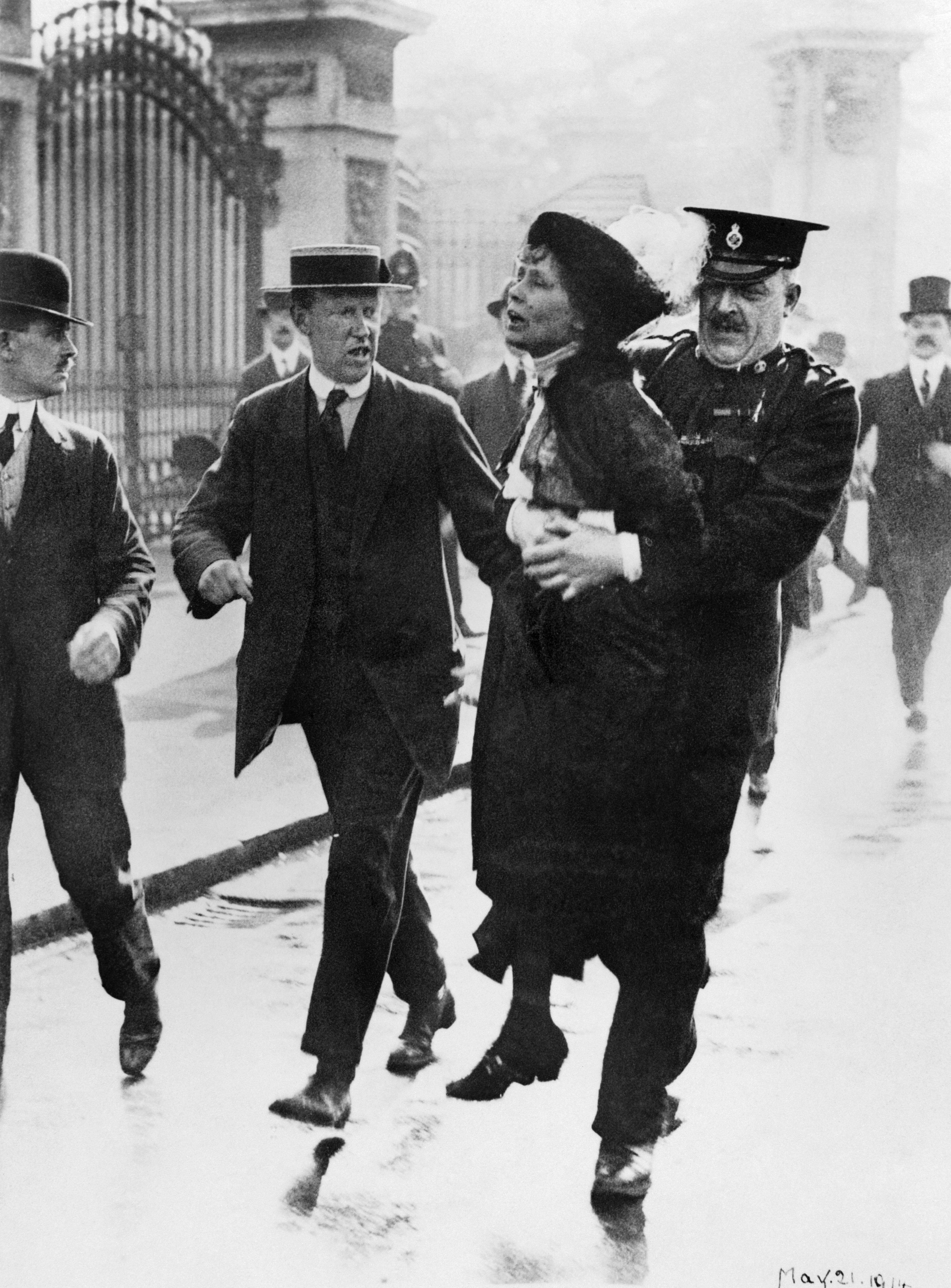
Emmeline Pankhurst bij haar arrestatie in mei 1914

Toen in 1914 de Eerste Wereldoorlog uitbrak werden de activiteiten voor het vrouwenkiesrecht opgeschort omdat Pankhurst van mening was dat niets de overwinning van haar land mocht tegenhouden. Ze begon te ijveren om vrouwen in de fabrieken de plaats van mannen te laten innemen, zodat deze konden gaan vechten aan het front. In het hele land hield ze speeches. Medestanders van de beweging deelden witte veren - een symbool van lafheid - uit aan alle mannen die in burgerkledij passeerden. In 1914 richtte ze ook de internationale vredesbeweging voor vrouwen op.
In maart 1918 begon de Britse regering vrouwenstemrecht (actief kiesrecht) toe te kennen in het Verenigd Koninkrijk van Groot-Brittannië en Ierland. Hoewel de Representation of the People Act van 1918 enkel stemrecht gaf aan vrouwen boven de 30, en dan nog enkel met een vereiste van eigendom, terwijl alle mannen boven de 21 waren opgenomen, zagen de suffragettes dit niettemin als een grote overwinning. In november 1918 kregen vrouwen boven de 21 het recht om parlementslid te worden (passief kiesrecht), wat inhield dat vrouwen in het Lagerhuis konden zetelen zonder zelf te mogen stemmen. In 1928 verwierven vrouwen in het Verenigd Koninkrijk uiteindelijk dezelfde stemrechten als mannen.
Emmeline Pankhurst stierf op 14 juni 1928 op 69-jarige leeftijd, enkele weken voordat op 2 juli 1928 haar vurig bevochten doel was bereikt. Ze is begraven op Brompton Cemetery, London. 